# بنییاجان
بنییاجان (به اسپانیایی: Beniaján) یک منطقهٔ مسکونی در اسپانیا است که در مورسیا واقع شده‌است. بنییاجان ۱۳٫۹۲۴ کیلومتر مربع مساحت و ۱۱٬۲۳۳ نفر جمعیت دارد.